# Jim Flaherty

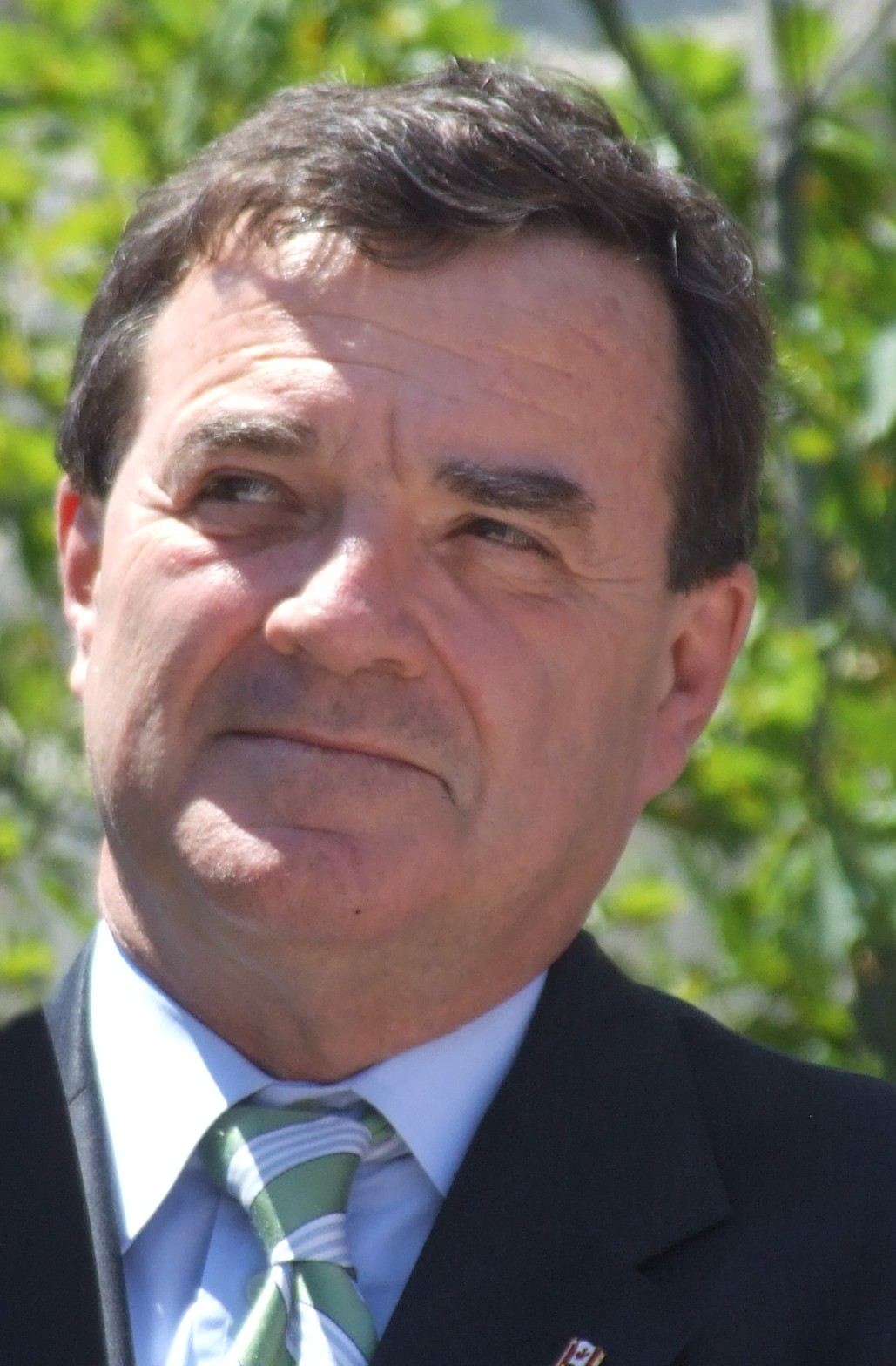
Jim Flaherty (2007)

James „Jim“ Michael Flaherty (* 30. Dezember 1949 in Montreal; † 10. April 2014 in Ottawa) war ein kanadischer Politiker der Konservativen Partei Kanadas und von 2006 bis wenige Wochen vor seinem Tod Finanzminister seines Heimatlandes.

## Leben
Flaherty studierte nach dem Schulbesuch zuerst an der Princeton University und erwarb dort einen Bachelor of Arts (B.A.). Ein anschließendes postgraduales Studium der Rechtswissenschaften an der Osgoode Hall Law School der York University in Toronto schloss er mit einem Bachelor of Laws (LL.B.) ab. Im Anschluss wurde er Partner der Anwaltskanzlei Flaherty Dow Elliott und war mehrere Jahre als Rechtsanwalt tätig.
Seine politische Laufbahn begann Flaherty zunächst in der Provinz Ontario; er wurde 1995 als Kandidat der Progressive Conservative Party of Ontario in die Legislativversammlung von Ontario gewählt, in der er zehn Jahre lang bis 2005 den Wahlkreis Whitby-Ajax vertrat. Premierminister Mike Harris ernannte ihn 1997 zum Arbeitsminister der Provinz, anschließend war er von 1999 bis 2001 Attorney General. Zuletzt war Flaherty von 2001 bis zum Ende von Harris’ Amtszeit im April 2002 dessen Stellvertreter als Deputy Premier sowie zugleich Finanzminister Ontarios. In der Regierung von Ernie Eves, dem Nachfolger von Harris, war er zwischen April 2002 und Oktober 2003 Minister für Unternehmen, Chancen und Innovationen.
Bei der Wahl vom 23. Januar 2006 wurde Flaherty als Kandidat der Konservativen Partei Kanadas erstmals in das Kanadische Unterhaus gewählt und vertrat seitdem den Wahlkreis Whitby-Oshawa. Kurz nach der Wahl berief ihn Premierminister Stephen Harper am 6. Februar 2006 als Finanzminister in sein Kabinett.
Jim Flaherty war mit Christine Elliott Flaherty verheiratet, die Mitglied der Legislativversammlung von Ontario ist. Er starb einen Monat nach seinem Rücktritt 2014 in seiner Wohnung in Ottawa und wurde wenige Tage später mit einem Staatsbegräbnis in Torontos St.-James-Kathedrale beigesetzt.